# Quách Thủ Kính
Quách Thủ Kính (tiếng Trung: 郭守敬, 1231–1316), tên chữ Nhược Tư (若思) là một nhà thiên văn học, kỹ sư thủy lợi, nhà toán học và chính trị gia người Trung Quốc, sống vào thời nhà Nguyên (1271–1368). Johann Adam Schall von Bell (1591–1666) sau này rất ấn tượng với các công cụ thiên văn của Quách Thủ Kính, và đã gọi ông là "Tycho Brahe của Trung Quốc". Nhà thiên văn Jamal ad-Din Bukhari cũng từng hợp tác với Quách Thủ Kính.

## Thời kỳ đầu
Quách Thủ Kính sinh năm 1231 trong một gia đình nghèo ở vùng Hình Đài, tỉnh Hà Bắc, Trung Quốc. Ông chủ yếu được nuôi dạy bởi ông nội, người nổi tiếng khắp Trung Hoa vì kiến thức quảng bác trong nhiều lĩnh vực, từ kinh sách Ngũ Thư cho tới thiên văn, toán học và thủy lực học. Quách Thủ Kính từ nhỏ đã là thần đồng, hứa hẹn một sự nghiệp học thuật phi thường. Ở tuổi thiếu niên, ông có được một bản vẽ thiết kế đồng hồ nước mà ông nội đang chế tạo, nhanh chóng Quách Thủ Kính hiểu được nguyên lý hoạt động của thiết bị này. Ông cải tiến thiết kế của một loại đồng hồ nước gọi là liên hoa lậu (đồng hồ nước hoa sen). Đồng hồ nước loại này có một cái gáo nước hình hoa sen đặt phía trên, hứng nước nhỏ giọt xuống. Sau khi hiểu rõ cấu tạo của loại đồng hồ nước này, ông bắt đầu học toán ở tuổi 16. Từ lĩnh vực toán học, ông bắt đầu nghiên cứu thủy lực cũng như thiên văn.

## Sự nghiệp
Năm 20 tuổi, Quách Thủ Kính trở thành kỹ sư thủy lực. Năm 1251, với tư cách là quan chức triều đình, ông góp công tu bổ cây cầu bắc qua sông Đạt Hoạt Tuyền. Cuối thập niên 1250, Hốt Tất Liệt lên ngôi Hãn và nắm quyền cai trị hầu hết đất Trung Hoa, lúc này nằm dưới trướng Mông Cổ. Hốt Tất Liệt nhận ra tầm quan trọng của kỹ thuật thủy lực, thủy lợi và vận tải đường thủy, ông tin những lĩnh vực này sẽ giúp làm dịu các cuộc nổi dậy trong đế chế của mình.
Hốt Tất Liệt sai Lưu Bỉnh Trung (劉秉忠) cùng môn đồ Quách Thủ Kính khảo sát các lĩnh vực này ở khu vực nằm giữa Đại Đô (nay là Bắc Kinh) và sông Hoàng Hà. Nhằm cung cấp nguồn nước mới cho Đại Đô, Quách Thủ Kích cho xây dựng con kênh dài 30 km dẫn nước từ nguồn Baifu ở núi Shenshan tới Đại Đô, thành phố này cần liên kết nguồn cung cấp nước với các lưu vực khác nhau, các dòng kênh và hệ thống ống cống để điều tiết được mực nước. Đại Vận Hà, con kênh vĩ đại liên kết sông Dương Tử, sông Hoài và sông Hoàng Hà ra đời từ đầu thế kỷ 7, được tu bổ và mở rộng tới Đại Đô trong giai đoạn 1292-1293, nhờ sử dụng sưu dịch (lao động không phải trả tiền công). Sau khi dự án này thành công, Hốt Tất Liệt lệnh cho Quách Thủ Kính điều hành nhiều dự án tương tự ở các nơi khác trong đế chế. Ông trở thành cố vấn trưởng về lĩnh vực thủy lực học, toán học và thiên văn cho Hốt Tất Liệt.  

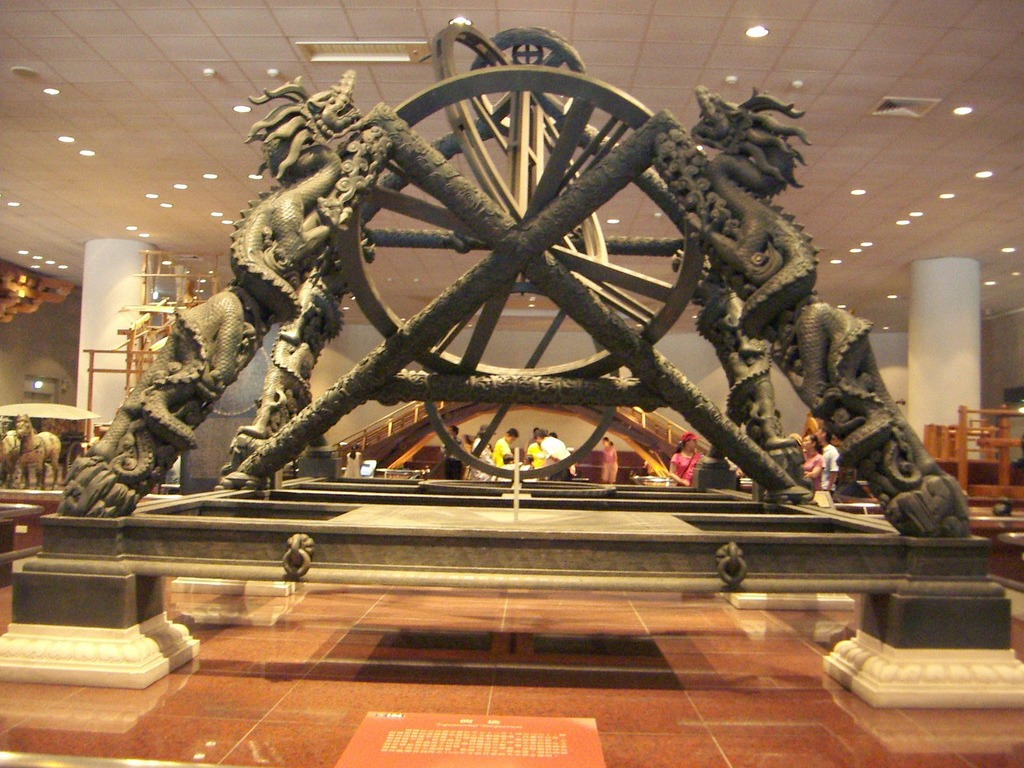
Giản nghi

Quách Thủ Kính bắt đầu chế tạo nhiều thiết bị quan sát thiên văn. Ông được ghi nhận là đã phát minh ra quỹ châm, giản nghi, bàn vuông và hỗn thiên nghi vận hành nhờ sức nước gọi là Linh Lung Nghi. Quỹ châm là bộ phận chính của đồng hồ mặt trời, được sử dụng để đo góc của Mặt Trời, xác định mùa. Quách Thủ Kính cải tiến độ chính xác của thiết bị này và nâng cao khả năng báo giờ chuẩn. Bàn vuông được sử dụng để đo góc phương vị của thiên thể nhờ phương pháp độ cao ngang bằng, và có thể được sử dụng làm thước đo góc. Giản nghi dùng để đo góc của Mặt Trời cũng như vị trí của bất kỳ thiên thể nào. Linh Lung Nghi có công dụng giống như giản nghi nhưng lớn hơn, phức tạp hơn và chính xác hơn.
Thấy được sự am tường thiên văn của Quách Thủ Kính, Hốt Tất Liệt hạ lệnh cho ông cùng Vương Tuân và Hứa Hoành thiết lập một bộ lịch mới có độ chính xác cao hơn. Ba người họ xây dựng 27 đài quan sát trên khắp Trung Hoa để tiến hành việc quan sát kỹ lưỡng, phục vụ cho việc làm lịch. Năm 1280, Quách Thủ Kính hoàn thành bộ lịch, tính ra được độ dài một năm là 365,2425 ngày, chỉ lệch 26 giây so với kết quả tính toán hiện nay. Năm 1283, Quách Thủ Kính được thăng chức làm người đứng đầu đài quan sát Bắc Kinh và đến năm 1292, ông được giao làm người phụ trách cơ quan công trình thủy (Đô thủy giám - 都水監). Suốt cuộc đời, ông làm việc với lượng giác cầu. Sau khi Hốt Tất Liệt băng hà, Quách Thủ Kính tiếp tục là cố vấn thủy lực học và thiên văn học cho những người kế vị Hốt Tất Liệt.
Năm qua đời của ông chưa được thống nhất là năm 1314 hay là năm 1316.

## Phân tích các thành tựu
Quách Thủ Kính là nhân vật có sức ảnh hưởng lớn tới sự phát triển của khoa học Trung Quốc. Các thiết bị thiên văn do ông phát minh ra cho phép ông tính toán chính xác độ dài của năm, dựa trên cơ sở này văn hóa Trung Hoa có thể thiết lập một hệ thống xác định thời gian ngày tháng hoàn toàn mới, qua đó cải thiện độ chính xác của các ghi chép lịch sử và nâng cao ý thức về tính liên tục trên khắp đất nước. Lịch pháp do Thủ Kính xây dựng giúp ổn định nền văn hóa Trung Hoa, cho phép các triều đại kế tục cai trị đất nước hiệu quả hơn. Qua việc nghiên cứu thiên văn, Quách Thủ Kính có khả năng xác định chính xác hơn vị trí của thiên thể và góc của Mặt Trời so với Trái Đất. Ông cũng phát minh ra một thiết bị có thể được dùng như thiên bàn, giúp tìm ra hướng bắc nhờ các vì sao thay vì nam châm. 

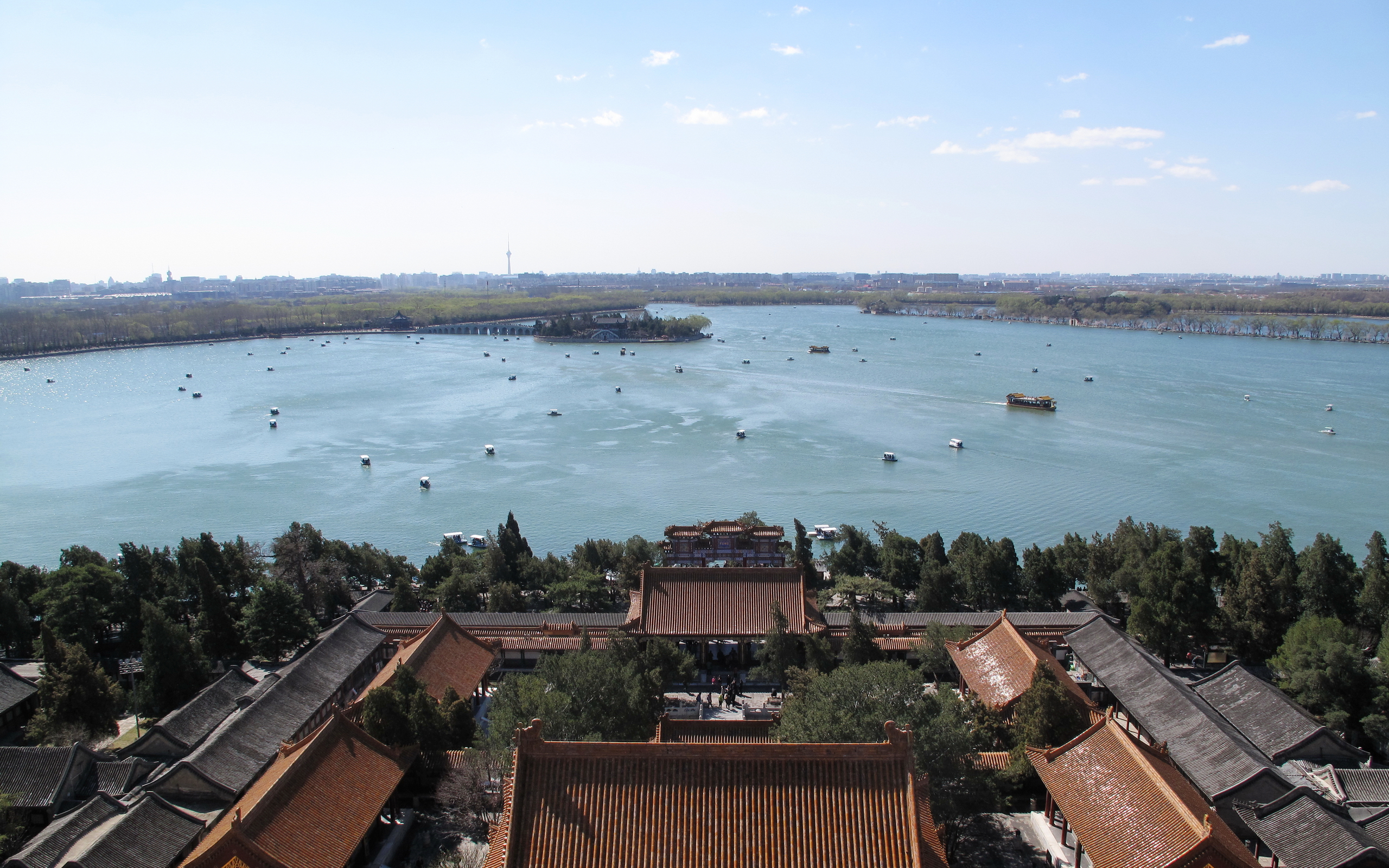
Hồ Côn Minh

Trong lĩnh vực thủy lực học, ngay từ khi còn trẻ, Quách Thủ Kính đã cách mạng hóa các phát minh cổ. Nghiên cứu của ông về đồng hồ, thủy lợi, hồ chứa nước và sự cân bằng thủy tĩnh trong các loại máy móc đã tạo tiền đề cho các thành quả chính xác và hiệu quả hơn. Nghiên cứu của ông về thủy lực học giúp hoàn thiện đồng hồ, cho phép báo thời gian cực kỳ chính xác. Trong lĩnh vực thủy lợi, ông giới thiệu các hệ thống thủy lực có khả năng phân bổ nước nhanh chóng và đồng đều, giúp người dân buôn bán hiệu quả hơn. Thành quả kỹ thuật xuất sắc nhất của Quách Thủ Kính là hồ nhân tạo Côn Minh ở Bắc Kinh, cấp nước cho toàn bộ khu vực xung quanh Bắc Kinh và cải thiện việc vận tải thóc lúa của quốc gia. Các công trình hồ chứa nước của Quách Thủ Kính cũng giúp người dân ở vùng Hán địa được tiếp cận nguồn nước phục vụ canh tác, mậu dịch và sinh hoạt.
Công trình toán học của Quách Thủ Kính được xem là thành quả trí tuệ nhất ở Trung Quốc trong suốt 400 năm. Ông làm việc ở mảng lượng giác cầu, sử dụng một hệ phép toán xấp xỉ để tìm góc và độ dài cung tròn. Dựa trên nhận định số pi bằng 3, một chuỗi các phương trình phức tạp được công tính toán cho ra một kết quả còn chính xác hơn cả trường hợp ông dùng số pi bằng 3,1415 cho chính các phương trình đó.
Khi mọi người bắt đầu nghiên cứu các công trình của Quách Thủ Kính, câu hỏi về tính nguyên gốc của các công trình này nổi lên. Một số tin rằng Thủ Kính lấy các ý tưởng toán học và lý thuyết từ Trung Đông và chiếm hết công lao. Tuy nhiên, ông chưa bao giờ rời khỏi đất Trung Quốc nên sẽ rất khó để tiếp cận các nguồn quan điểm khác. Trái lại, trong lịch sử Quách Thủ Kính được nhiều nền văn hóa đánh giá rất cao, coi ông như người báo trước sự ra đời của lịch Gregoria, cũng như là người đã hoàn thiện các kỹ thuật thủy lợi trong thiên niên kỷ mới. Nhiều sử gia coi ông là nhà thiên văn, kỹ sư và nhà toán học lỗi lạc nhất mọi thời đại của Trung Quốc.
Công trình lịch pháp của Quách Thủ Kính được sử dụng trong suốt 363 năm sau đó, thời gian dài nhất mà một bộ lịch được sử dụng trong lịch sử Trung Quốc. Ông cũng áp dụng nhiều hàm toán học trong công trình liên quan tới lượng giác cầu, dựa trên công trình sơ khai về lượng giác của Thẩm Quát (1031–1095). Các học giả vẫn tranh luận liệu công trình lượng giác của Thủ Kính có hoàn toàn dựa trên công trình của Thẩm Quát hay không, và liệu công trình này có bị ảnh hưởng bởi các nhà toán học Ả-rập được làm việc trong triều đình Hốt Tất Liệt hay không. Sal Restivo quả quyết rằng công trình lượng giác của Thủ Kính chịu ảnh hưởng trực tiếp từ công trình của Thẩm Quát.

## Ảnh hưởng
Quách Thủ Kính được Đường Thuận Chi (唐順之, 1507–1560) nhắc tới như là tấm gương về kiến thức thực hành, báo trước sự phát triển của Thường Châu học phái (常州學派) và sự truyền bá của khái niệm "học thực chứng".
Tiểu hành tinh 2012 Quách Thủ Kính (2012 Guo Shou-Jing) được đặt theo tên của ông. Tiểu hành tinh này do Kính thiên văn LAMOST (còn gọi là Kính thiên văn Quách Thủ Kính), đặt gần Bắc Kinh, phát hiện ra.